# Museo Antoniano
Il Museo Antoniano, annesso alla basilica del Santo a Padova, è un'esposizione permanente di oggetti storico-artistici legati alla vita e al culto di sant'Antonio di Padova.

## Storia
Nel 1895, nel corso dell'attività di ripristino della basilica e dell'intero complesso antoniano, si rese necessario dare una collocazione ai cimeli che erano dispersi nella Biblioteca Antoniana, nei chiostri e in altre aree del convento: si trattava di manufatti che la basilica aveva dismesso oppure ricevuto in dono. Aperto all'inizio del Novecento, il museo venne chiuso nel 1940 con l'entrata dell'Italia nella seconda guerra mondiale, per essere riaperto nel 1995 quando ricorrevano otto secoli dalla nascita del Santo . L'esposizione è collocata all'interno del chiostro del beato Luca Belludi e si suddivide in due sezioni:  
- piano terra: ex voto e altri oggetti della devozione popolare
- primo piano: testimonianze di arte e di storia[5]

Nel 2015 il museo si arricchisce di un nuovo percorso espositivo permanente dedicato a "Donatello al Santo", costituito da due ambienti corredati da calchi in gesso, raccolte di fotografie e pannelli informativi che permettono ai visitatori di apprezzare da vicino i capolavori che Donatello realizzò per la basilica, situati nel presbiterio e fruibili solo a distanza. Le opere sono riprodotte in fotografie a grandezza naturale a figura intera o focalizzate su singoli particolari.

## Opere

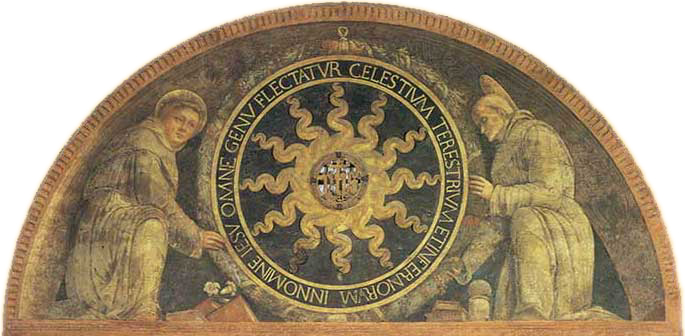
Andrea Mantegna, Trigramma di Cristo tra i santi Antonio da Padova e Bernardino, affresco staccato, 1452

Vi si incontrano preziose opere d'arte realizzate nel tempo per la basilica e per la Veneranda Arca di sant'Antonio da Padova: dipinti su tela e su tavola, bozzetti e disegni, tarsie e sculture lignee, arazzi, calchi, gessi, oreficerie di scuola veneta e tedesca, bronzetti e statue, paramenti sacri e biancherie liturgiche.
Tra le opere più importanti del museo:
- la lunetta con il Trigramma di Cristo tra due santi affrescato da Mantegna per il portale centrale della basilica
- tarsie lignee del XV secolo realizzate da Pier Antonio degli Abbati[4]
- la preziosa Navicella dell'oreficeria tedesca del XVI secolo[3]
- le pale d'altare di Tiepolo, Piazzetta[4], Pellegrini, Ceruti, Pittoni, Rotari[6].
- uno raro paramento liturgico del XVIII secolo, tessuto a Lione[3]
- il dipinto a olio di Vittore Carpaccio Madonna in trono col Bambino e santi (1518), proveniente dalla chiesa di Pirano in Slovenia[7]

La sezione dedicata alla devozione popolare ospita ex voto di varie tipologie: dipinti che illustrano la grazia ricevuta, abiti indossati da bambini come fioretto, strumentazione medica dismessa dopo la guarigione dalla malattia. 
Fra le opere esposte nella mostra permanente "Donatello al Santo" vi è un busto di Gattamelata. L'opera, realizzata in gesso, grazie ad uno speciale trattamento può anche essere toccata consentendo alle persone non vedenti di esplorare con il tatto uno dei tesori artistici del museo.

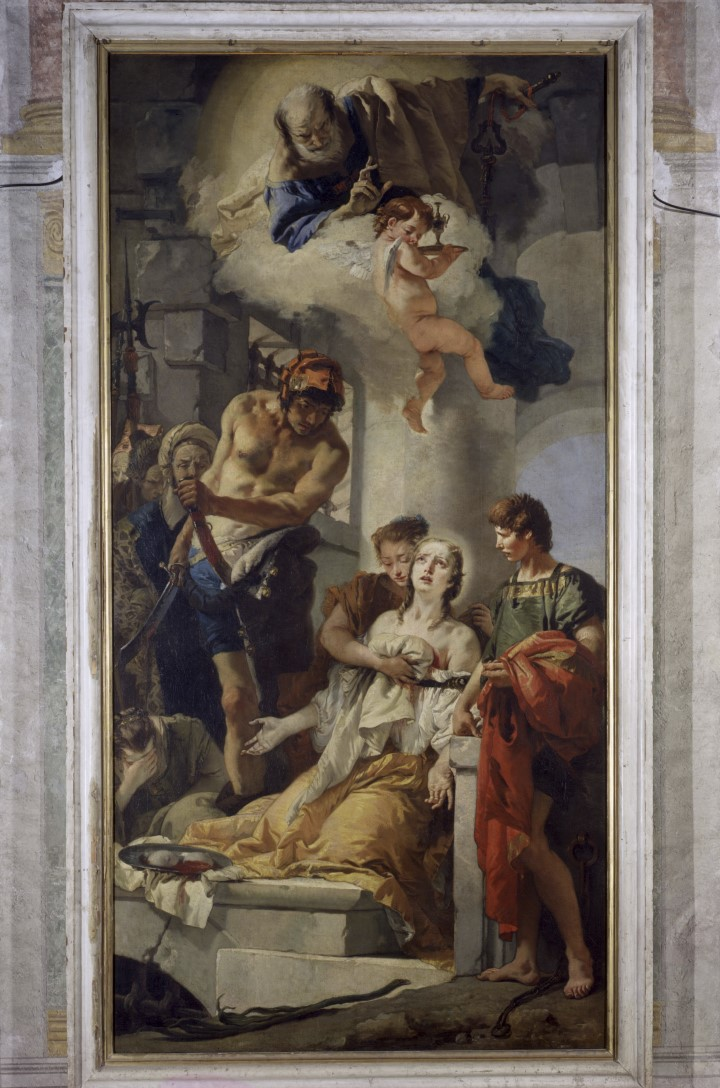
Giambattista Tiepolo, Martirio di sant'Agata, XVIII secolo
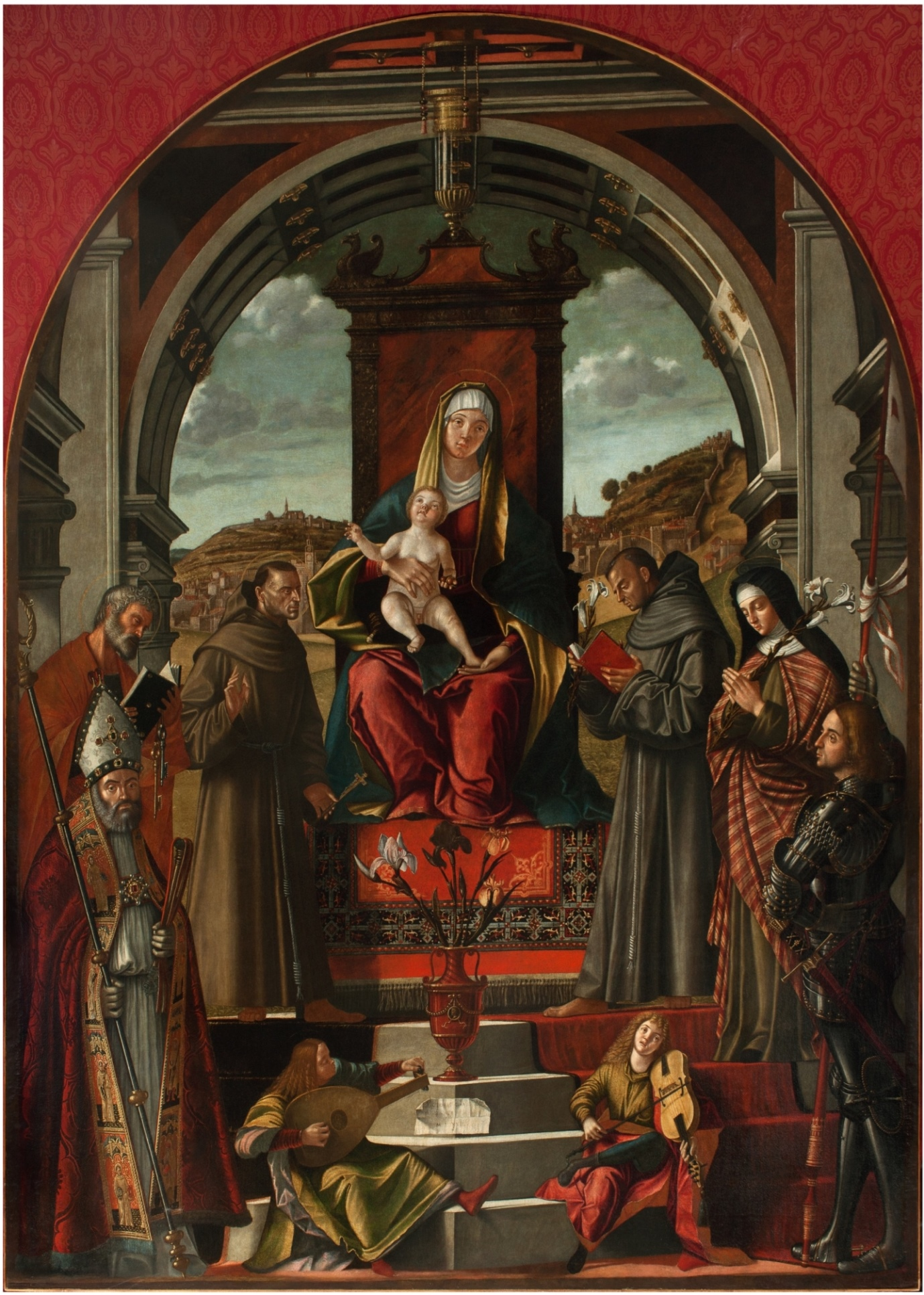
Vittore Carpaccio, Madonna con il Bambino in trono e sei santi, 1518
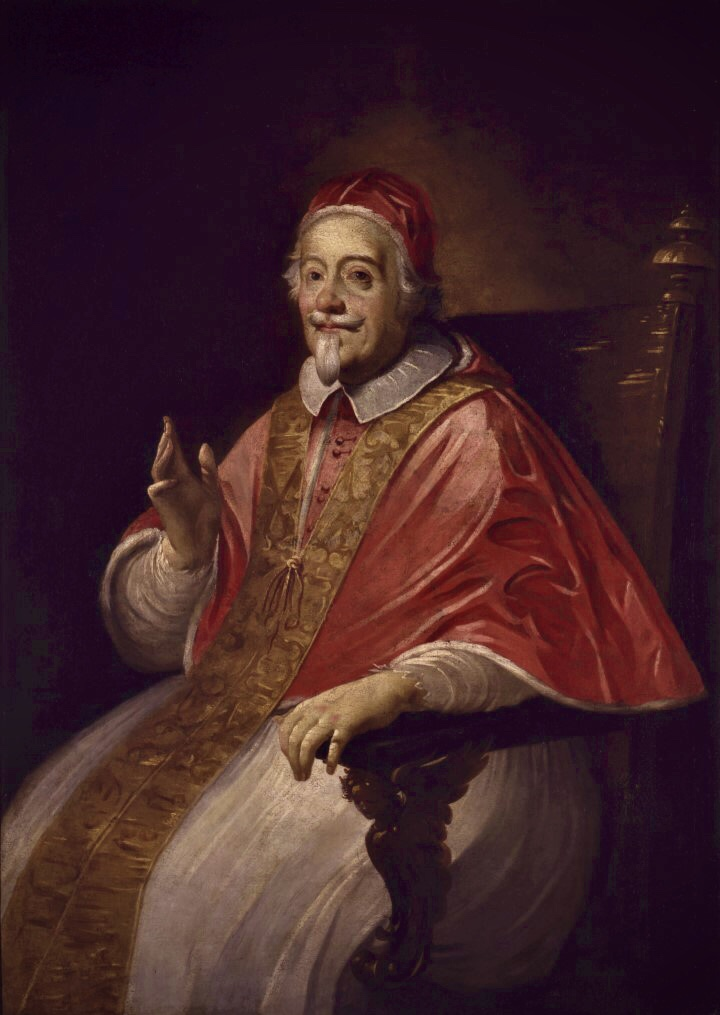
Louis Dorigny, Ritratto del cardinale Pietro Ottoboni (poi papa Alessandro VIII)